# Orrtjärnen (Nederluleå socken, Norrbotten, 727648-177798)
Orrtjärnen är en sjö i Luleå kommun i Norrbotten och ingår i Alåns huvudavrinningsområde. Sjön har en area på 0,114 kvadratkilometer och ligger 20 meter över havet.

## Delavrinningsområde
Orrtjärnen ingår i det delavrinningsområde (728183-177346) som SMHI kallar för Mynnar i Alån. Medelhöjden är 21 meter över havet och ytan är 61,47 kvadratkilometer. Räknas de 3 avrinningsområdena uppströms in blir den ackumulerade arean 81,9 kvadratkilometer. Kvarnbäcken som avvattnar avrinningsområdet har biflödesordning 2, vilket innebär att vattnet flödar genom totalt 2 vattendrag innan det når havet efter 3,6 kilometer. Avrinningsområdet består mestadels av skog (64 procent) och sankmarker (25 procent). Avrinningsområdet har 0,2 kvadratkilometer vattenytor vilket ger det en sjöprocent på 0,3 procent.